# Poa brevis
Poa brevis là một loài cỏ trong họ hòa thảo, thuộc chi poa.